# Ahornis-Kuppel
Ahornis-Kuppel ist ein Gemeindeteil der Stadt Münchberg im Landkreis Hof (Oberfranken, Bayern). Ahornis-Kuppel liegt in der Gemarkung Poppenreuth.

## Geografie
Der Weiler Ahornis-Kuppel besteht aus zwei Siedlungen: Sie liegen an einem Anliegerweg der westlich zu einer Gemeindeverbindungsstraße bei zwei Siedlungen der Sauerhof-Kuppel führt.

## Geschichte
Zwischen 1997 und 2013 wurde Kuppel aufgeteilt in die Gemeindeteile Ahornis-Kuppel und Sauerhof-Kuppel.